# La vita, amico, è l'arte dell'incontro
La vita, amico, è l'arte dell'incontro è un album di Vinícius de Moraes, Giuseppe Ungaretti e Sergio Endrigo pubblicato dalla Fonit Cetra nel 1969. Il titolo dell'album è tratto da una frase, contenuta nel recitativo, del brano Samba da benção.

## Descrizione
La vita è l’arte dell’incontro»
(da Samba da benção, Vinícius de Moraes)
Vinícius de Moraes e Giuseppe Ungaretti si erano conosciuti in Brasile nel 1937. Tempo dopo, il poeta italiano aveva tradotto e pubblicato una selezione di poesie del poeta brasiliano.
Nel 1969 de Moraes aveva soggiornato a Roma per alcuni mesi e, in quell'occasione, aveva rincontrato Ungaretti e, con la collaborazione di Sergio Endrigo e Toquinho  era stato registrato questo album, il primo in italiano. Ungaretti aveva recitato alcune delle poesie di Vinicius da lui tradotte. La registrazione fu realizzata in poche ore e poche sedute di incisione con la collaborazione di turnisti della RCA.

## Tracce
Lato A
1. Vinícius de Moraes – Samba delle benedizioni (Samba da benção) – 3:43 (testo: Vinicius de Moraes, Sergio Bardotti – musica: Baden Powell)
2. Giuseppe Ungaretti – Chi sono io se non... (da La vita vissuta - A vida vivida) – 0:35 (testo: Vinicius de Moraes, trad. Giuseppe Ungaretti)
3. Toquinho – Serenata dell'addio (Serenata do adeus) (strumentale) – 0:31 (musica: Vinicius de Moraes)
4. Giuseppe Ungaretti – Oh che cos'è in me... (da La vita vissuta - A vida vivida) – 0:58 (testo: Vinicius de Moraes, trad. Giuseppe Ungaretti)
5. Sergio Endrigo e Toquinho – Perché (O que tinha de ser) – 2:50 (testo: Vinicius de Moraes, Sergio Bardotti – musica: Antônio Carlos Jobim)
6. Giuseppe Ungaretti – In te amo (da Il tuffatore (O mergulhador)) – 0:27 (testo: Vinicius de Moraes, trad. Giuseppe Ungaretti)
7. Sergio Endrigo e Toquinho – Poema degli occhi (Poema dos olhos da amada) – 1:58 (testo: Vinicius de Moraes, Sergio Bardotti – musica: Paulo Soledade)
8. Giuseppe Ungaretti – Che cos'è il mio amore? (da La vita vissuta - A vida vivida) – 1:32 (testo: Vinicius de Moraes, trad. Giuseppe Ungaretti)
9. Vinícius de Moraes – Felicità (A felicidade) – 2:12 (testo: Vinícius de Moraes – musica: Antônio Carlos Jobim)
10. Vinicius de Moraes e Giuseppe Ungaretti – Poetica I (da La vita vissuta - A vida vivida) – 0:57 (testo: Vinicius de Moraes, trad. Giuseppe Ungaretti)

Lato B
1. Vinícius de Moraes, Sergio Endrigo e coro di bambini – La casa (A casa) – 2:05 (testo: Vinicius de Moraes, Sergio Bardotti – musica: Vinicius de Moraes)
2. Coro di bambini – La marcia del fiori (da Cantata, BWV 147, Jesu, Joy of Man's Desiring) – 2:10 (testo: Vinicius de Moraes, Sergio Bardotti – musica: Johann Sebastian Bach)
3. Toquinho – Deixa (strumentale) – 0:33 (musica: Baden Powell, Vinicius de Moraes)
4. Giuseppe Ungaretti – Sonetto dell'amore totale (Soneto do amor total) – 1:42 (testo: Vinicius de Moraes, trad. Giuseppe Ungaretti)
5. Sergio Endrigo – Se tutti fossero uguali a te (Se todos fossem iguais a você – 3:17 (testo: Vinicius de Moraes, Sergio Bardotti – musica: Antonio Carlos Jobim)
6. Vinícius de Moraes – Il giorno della creazione (O dia da criação) – 4:23 (testo: Vinicius de Moraes, Sergio Bardotti)
7. Vinícius de Moraes – Samba delle benedizioni (Samba da benção) - Finale – 3:47 (testo: Vinicius de Moraes, Sergio Bardotti – musica: Baden Powell)

Bonus tracks (edizione CD 2005)
1. Sergio Endrigo e coro di bambini – La casa (A casa) – 2:05 (testo: Vinicius de Moraes, Sergio Bardotti – musica: Vinicius de Moraes)
2. Sergio Endrigo e Coro di bambini – La marcia del fiori (Marcha da quarta-feira de cinzas) (da Cantata, BWV 147, Jesu, Joy of Man's Desiring) – 2:10 (testo: Vinicius de Moraes, Sergio Bardotti – musica: Johann Sebastian Bach)

## Formazione
- Sergio Endrigo – voce
- Luis Bacalov – pianoforte
- Toquinho – chitarra
- Giancarlo Chiaramello – organo
- Filippo Rizzuto – chitarra
- Giorgio Carnini – organo
- Maurizio De Angelis – chitarra
- Giovanni Tommaso – basso
- Vincenzo Restuccia – batteria
- I Nostri Figli – cori

## Edizioni
- 1969, LP, Fonit Cetra, Cetra LPB 35037, Italia
- 1969, LP, Fermata, FB 276, Brasile
- 1977, LP, Fonit Cetra, SFC 151, Italia
- 1980, LP, Fonit Cetra, PL 518, Italia
- 2005, CD, WEA, 504 676 496 2